# Peperomia pellucida
Peperomia pellucida (también denominada alumbre, siempre fresca, y corazón de hombre) es una especie de hierba anual de raíces poco profundas, por lo general alcanza unos 15 a 45 cm de alto. Se caracteriza por sus tallos suculentos, hojas brillantes, con forma de corazón y carnosas, pequeñas semillas que asemejan granitos adosados a varias espigas de fructificación. Al ser machacada despide un aroma similar al de la mostaza. La familia Piperaceae comprende una docena de géneros y unas 3000 especies. El género Peperomia abarca casi la mitad de las Piperaceae mientras que el género Piper comprende al resto.

## Hábitat
Florece a lo largo de todo el año, la planta crece en diversos hábitats húmedos y sombríos de Asia y América. Crece en grupos, prefiriendo los suelos húmedos y poco compactados y climas tropicales a subtropicales.

## Usos
Peperomia pellucida es utilizada tanto como alimento como también como hierba medicinal. Si bien mayormente es cultivada por su follaje ornamental, toda la planta es comestible tanto cruda como cocida.

## Farmacología
Las propiedades analgésicas de la planta parecería están relacionadas con su efecto sobre la síntesis de la prostaglandina. Podría tener potencial como antibiótico de amplio espectro, como ha sido demostrado en pruebas contra Staphylococcus aureus, Bacillus subtilis, Pseudomonas aeruginosa, y Escherichia coli. Se ha demostrado que extractos de cloroformo extraídos a partir de hojas secas de P. pellucida poseen actividad antimicótica contra Trichophyton mentagrophytes in vitro.
En ratas y ratones se ha demostrado su actividad antiinflamatoria (en el edema de la pata) y analgésica.
Si bien la planta puede causar síntomas que se asemejan a los del asma en pacientes con reacción de hipersensibilidad a la especie, no existen estudios clínicos que indiquen toxicidad sobre el ser humano.